# Sarah Groff
Sarah Brooke Groff (Cooperstown, 27 novembre 1981) è una triatleta statunitense.
Ha rappresentato il suo paese ai giochi olimpici di Londra del 2012, arrivando quarta assoluta al traguardo a 10 secondi dalla terza classificata, l'australiana Erin Densham, e a 12 secondi dalle prime due, la svizzera Nicola Spirig e la svedese Lisa Nordén.
Si è laureata campionessa mondiale di aquathlon nella rassegna iridata di Ixtapa del 2007.

## Titoli
- Campionessa del mondo di aquathlon (Élite) - 2007